# Louis-Joseph Maurin
Pour les articles homonymes, voir Maurin.
Louis-Joseph Maurin, né à La Ciotat le 15 février 1859 et mort à Lyon le 16 novembre 1936, est un homme d'Église français qui est évêque de Grenoble en 1911, puis archevêque de Lyon de 1916 à 1936.

## Biographie
Issu d'une famille de la côte provençale, il étudie au séminaire français de Rome, où il obtient les grades de docteur en théologie et de licencié en droit canonique.
- 1882 - Ordonné prêtre.
- 1885 - Curé de La Destrousse.
- 1890 - Professeur de philosophie à l'Institut Belsunce et aumônier du Lycée.
- 1895 - Curé de Sainte-Anne.
- 1899 - Curé de Sainte-Marguerite, puis de Saint-Michel.
- 1906 - Vicaire général et curé de Saint-Charles (Marseille), puis recteur de Notre-Dame-de-la-Garde et archidiacre de Saint-Martin.
- 1911 - Évêque de Grenoble (consacré le 24 octobre par Pierre-Paulin Andrieu, co-consécrateurs : Joseph Antoine Fabre et Dominique Castellan).
- 1916 - Archevêque de Lyon (2 décembre, intronisé le 25 janvier 1917).
- 1916 - Cardinal avec le titre de cardinal-prêtre de la Trinité des Monts (4 décembre et intronisé par le pape le 12 décembre).

Le premier dans l'épiscopat français, il revendique les droits de la France en Syrie et en Palestine, élève la voix pour la Pologne.
Il fonde également la Ligue pour les droits des catholiques. C'est lui qui consacre l'église Saint-Charles de Saint-Étienne en 1933, devenue en 1971 la cathédrale du nouveau diocèse de Saint-Étienne.

## Succession apostolique
Louis-Joseph Maurin a ordonné les évêques suivants :
- Évêque Hyacinthe-Jean Chassagnon (1917)
- Archevêque Joseph-Lucien Giray (1918)
- Évêque Francisque-Jean-Étienne Marnas (1919)
- Évêque Léon-Auguste-Marie-Joseph Durand (1919)
- Évêque Étienne Irénée Faugier (1922)
- Évêque Joseph Freri (1924)
- Évêque Rambert-Irénée Faure (1926)
- Évêque Paul-Marie Molin, M.Afr. (1928)
- Archevêque Jean Delay (1928)
- Archevêque Louis-Joseph Fillon (1929)